# Rij- en kolomvector
Rij- en kolomvectoren zijn in de lineaire algebra onderdelen van een matrix, die zelf ook als een matrix kunnen worden gezien. Een rijvector is een {\displaystyle 1\times n}-matrix en een kolomvector een {\displaystyle n\times 1}-matrix. De elementen staan in een rijvector dus horizontaal naast elkaar en in een kolomvector verticaal boven elkaar. Zowel een rij- als een kolomvector bestaat uit een enkele rij of kolom en vertoont veel overeenkomst met een vector.
Om een kolomvector tussen andere tekst aan te geven, noteert men deze vaak als de getransponeerde van een rijvector, maar ook worden, zoals bij een vector, de elementen door een komma van elkaar gescheiden:
{\displaystyle x={\begin{bmatrix}x_{1},x_{2},\ldots ,x_{m}\end{bmatrix}}^{\rm {T}}}
Het product van een rijvector met een kolomvector levert als resultaat een scalair, eigenlijk een {\displaystyle 1\times 1}-matrix. Het is hetzelfde resultaat als het gebruikelijke inwendige product van de als vectoren opgevatte rij- en kolomvector.
- De getransponeerde van een rijvector is een kolomvector en omgekeerd.
- De rijvectoren van een bepaalde afmeting vormen een vectorruimte evenals de kolomvectoren. Deze vectorruimten zijn elkaars duale ruimte.

## Kolomvector
Een {\displaystyle m\times 1}-matrix {\displaystyle A}
{\displaystyle A={\begin{bmatrix}a_{11}\\a_{21}\\\vdots \\a_{m1}\end{bmatrix}}}
wordt een kolomvector genoemd. De notatie van een kolomvector is dezelfde als van iedere andere vector, dus noemt men een {\displaystyle m\times 1}-matrix zo een kolomvector. Al schrijft men de elementen van de vector onder elkaar, het blijft een rij, in dit geval een m-tupel. Men noteert een kolomvector vaak op dezelfde manier als een vector met een kleine letter, bijvoorbeeld {\displaystyle \mathbf {x} }, schrijft omdat {\displaystyle \mathbf {x} } uit verschillende elementen bestaat {\displaystyle \mathbf {x} } vaak vet en hebben de elementen maar één index:
{\displaystyle \mathbf {x} ={\begin{bmatrix}x_{1}\\x_{2}\\\vdots \\x_{m}\end{bmatrix}}}
De vermenigvuldiging van een matrix met een kolomvector kan worden beschouwd als matrixvermenigvuldiging:
{\displaystyle \mathbf {Ab} _{i}=\sum _{r=1}^{n}a_{ir}b_{r}=a_{i1}b_{1}+a_{i2}b_{2}+\cdots +a_{in}b_{n}}
Het aantal kolommen van matrix {\displaystyle \mathbf {A} } moet daarvoor gelijk zijn aan de dimensie van vector {\displaystyle \mathbf {b} }. Als {\displaystyle \mathbf {b} } variabel is representeert dit een lineaire afbeelding in matrixnotatie bij eindigdimensionale vectorruimten. 
Beschouwt men twee vectoren {\displaystyle \mathbf {x} } en {\displaystyle \mathbf {y} } in een euclidische ruimte als kolomvectoren, dan is het inwendige product daarvan hetzelfde als het matrixproduct van de getransponeerde van {\displaystyle \mathbf {x} } met {\displaystyle \mathbf {y} }. Als  
{\displaystyle \mathbf {x} =(x_{1},x_{2},\ldots ,x_{n})}
en 
{\displaystyle \mathbf {y} =(y_{1},y_{2},\ldots ,y_{n})}
is 
{\displaystyle \mathbf {x} \cdot \mathbf {y} =x_{1}y_{1}+x_{2}y_{2}+\ldots +x_{n}y_{n}=x'y=[x_{1},x_{2},\dots ,x_{n}][y_{1},y_{2},\dots ,y_{n}]^{T}}

## Rijvector
Een {\displaystyle 1\times n}-matrix {\displaystyle A}
{\displaystyle A={\begin{bmatrix}a_{11}\ a_{12}\dots a_{1n}\end{bmatrix}}}
wordt een rijvector genoemd. Een rijvector komt met een rij in een matrix overeen en daarom noemt men een {\displaystyle 1\times n}-matrix wel een rijvector.
{\displaystyle \mathbf {x} ={\begin{bmatrix}x_{1}\ x_{2}\ \dots \ x_{m}\end{bmatrix}}}
Het kan nodig zijn een kolomvector als een rij te noteren, bijvoorbeeld in een computerprogramma, waarbij de elementen in een rijvector door spaties worden gescheiden en de elementen in een kolomvector door een komma of een puntkomma. Als {\displaystyle \mathbf {x} } een rijvector is, worden {\displaystyle \mathbf {x} } en {\displaystyle \mathbf {x} ^{\text{T}}} in MATLAB als volgt aangeduid:
{\displaystyle \mathbf {x} ={\begin{bmatrix}x_{1}\ x_{2}\ \dots \ x_{m}\end{bmatrix}}\quad } en
{\displaystyle \mathbf {x} ^{\rm {T}}={\begin{bmatrix}x_{1};x_{2};\dots ;x_{m}\end{bmatrix}}\ =\ {\begin{bmatrix}x_{1}\ x_{2}\ \dots \ x_{m}\end{bmatrix}}'}
waarin de {\displaystyle \ '} de getransponeerde betekent.